# Christian Ludwig Adolph von Rhade
Adolf Christian Ludwig von Rhade, auch von Raden (* 1. Januar 1764 in Mirow (Mecklenburg-Strelitz); † 19. April 1813) war ein preußischer Rittmeister und Landrat.

## Herkunft und Leben
Adolf Christian Ludwig von Rhade entstammte dem ursprünglich rügenschen Adelsgeschlecht Rhade. Einer seiner Vorfahren war Arnold Bernhard von Rhade. Er war der Sohn von Gottlieb Wilhelm von Rhade (1715–1779), bis 1763 preußischer Major und herzoglich mecklenburg-strelitzscher Drost in Mirow. Seine Mutter war Sophie Luise (* 1725), geb. von Kroecher aus dem Hause Lohm.
1778 trat er in die preußische Armee ein und diente bis zum Jahr 1788 im Regiment der Gardes du Corps. Im Anschluss wurde er in den Generalstab versetzt und 1791 im Rang eines Rittmeisters verabschiedet. Nach dem Ende seiner Militärzeit widmete er sich seinem Gut Gralow im Landkreis Landsberg (Warthe). 1792 wurde er Kreisdeputierter und vertrat danach zeitweise den erkrankten Landrat des Landsberger Kreises Christian Stephan von Schöning. Nachdem Landrat von Schöning im Jahr 1802 verstorben war, wurde er von Ständen zum neuen Landrat gewählt. Im Dezember 1802 wurde er aufgefordert das große Examen abzulegen, was er im März 1803 mit Erfolg absolvierte. Die Bestallung zum neuen Landrat im Kreis Landsberg erfolgte am 7. April 1803, jedoch gab er das Amt im Jahr 1808 wieder auf.
Rhade besaß neben Gralow u. a. auch das Gut Wittenhagen in Mecklenburg-Strelitz. Der Staatskalender von Mecklenburg-Strelitz erwähnt ihn 1801 als ordentliches Mitglied der Mecklenburgischen Landwirtschaftsgesellschaft [Patriotischer Verein]. Zudem war er Domherr zu Herford.
Adolf Christian Ludwig von Rhade war seit Mai 1779 in erster Ehe verheiratet mit Henriette Friederike Elisabeth von Billerbeck (1755–1842). Die in Potsdam geschlossene Ehe wurde später geschieden. In zweiter Ehe war Rhade mit Ernestine Eichholtz (1772–1855) liiert, auch diese Verbindung wurde geschieden. In dritter Ehe verband er sich mit Johanna Eichholtz (1785–1849). Aus der Zweiten Ehe stammte der Sohn Adolf von Rhade (1795–1847). Er war Gutsherr auf Wittenhagen und kgl. preuß. Major. Aus der dritten Ehe kam der Sohn Hermann (1803–1848) welcher sich der Schreibform von Rhaden bediente. Er war zuletzt Oberst und Ehrenritter des Johanniterordens. Adolf Christian Ludwig von Rhade hatte mehrere Enkel und Urenkel.